# Туристичка организација Цариброд Димитровград
| Туристичка организација Цариброд Димитровград |                                |
|                                               |                                |
| Оснивач:                                      | Општина Димитровград           |
| Седиште:                                      | Теслина бб Димитровград Србија |
| Директор:                                     | Васил Андрејев                 |
| Веб презентација                              |                                |

Туристичка организација Цариброд у Димитровграду је једна од јавних установа општине Димитровград, чији је примарни циљ унапређење и допринос успешнијем пословању економије, за обављање послова у функцији развоја и промоције туризма од интереса за општину Димитровград и очување и заштита туристичких вредности и усмеравање и подстицање развоја туризма на територији општине Димитровград.

## Делатност
- координише сарадњу између привредних и других субјеката у туризму који непосредно и посредно делују на унапређењу развоја и промоцији туризма
- доноси програм и план промотивних активности у складу са Стратегијским маркетинг планом, плановима и програмима ТОС-а
- обезбеђује информативно-пропагандне материјале којима се промовишу туристичке вредности општине Димитровград
- прикупља и објављује информације о целокупној туристичкој понуди на територији општине Димитровград
- организује и учествује у организацији туристичких, научних, стручних, спортских,културних и других скупова и манифестација
- организује туристичко-информативне центре на територији општине Димитровград и врши друге активности у складу са законом.